# Élections législatives grenadiennes de 2022
Les élections législatives grenadiennes de 2022 se déroulent le 23 juin 2022 afin de renouveler les 15 membres de la  Chambre des représentants de l'île de Grenade
Initialement prévues pour 2023, les élections sont convoquées de manière anticipée par le gouvernement du Premier ministre Keith Mitchell, en préparation de son retrait du pouvoir.
Le scrutin conduit cependant à une alternance, le  Nouveau Parti national de Keith Mitchell perdant le contrôle de la Chambre des représentants au profit du Congrès démocratique national. Son dirigeant, Dickon Mitchell, remplace Keith Mitchell au poste de Premier ministre.

## Contexte

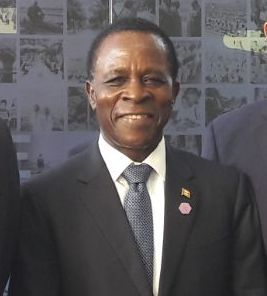
Keith Mitchell.

Les élections législatives de 2013 et 2018 voient le Nouveau Parti national (NNP) remporter la totalité des quinze sièges de la Chambre des représentants, reléguant le Congrès démocratique national (NDC) dans l'opposition. Le dirigeant du NNP,  Keith Mitchell occupe depuis le poste de Premier ministre.
Devant la défaite de son parti en 2018, le dirigeant du NDC Nazim Burke présente sa démission. Dickon Mitchell lui succède le 31 octobre 2021 après une élection interne au parti.
Alors âgé de 75 ans, au pouvoir de 1995 à 2008 puis depuis 2013, Keith Mitchell annonce début 2022 son intention de se retirer de la politique dans un avenir proche. Une élection interne au NNP doit alors avoir lieu pour désigner son successeur à la tête du parti. Des appels à la tenue d'élections anticipées se font rapidement entendre, une possibilité que Mitchell repousse initialement, s'annonçant confiant dans la victoire de son parti en 2023,. La demande d'un nouveau scrutin continue cependant, tandis que les différents partis annoncent déjà leur candidats dans les quinze circonscriptions du pays. Le 14 mai 2022, le Premier ministre annonce finalement convoquer des élections anticipées pour le 23 juin suivant, ce que le gouverneur général Cécile La Grenade, aux pouvoirs honorifiques, confirme dans la foulée. Le Premier ministre réaffirme notamment son intention de se retirer de la vie politique à une date indéterminée après les élections.

## Mode de scrutin
La Chambre des représentants est la chambre basse du parlement bicaméral de la Grenade. Elle est composée de 15 sièges pourvus pour cinq ans au scrutin uninominal majoritaire à un tour dans autant de circonscriptions.

## Résultats
|                           |                                          |        |       |       |        |               |  |  |  |
| Partis                    | Partis                                   | Voix   | %     | +/-   | Sièges | +/-           |  |  |  |
|                           | Congrès démocratique national (NDC)      | 31 430 | 51,84 | 11,31 | 9      | 9             |  |  |  |
|                           | Nouveau Parti national (NNP)             | 28 959 | 47,76 | 11,15 | 6      | 9             |  |  |  |
|                           | Parti travailliste uni de Grenade (GULP) | 64     | 0,11  | N/a   | 0      | en stagnation |  |  |  |
|                           | Parti indépendant de la liberté (ILP)    | 60     | 0,10  | Nv    | 0      | en stagnation |  |  |  |
|                           | Parti grenadien de la renaissance (GRP)  | 31     | 0,05  | 0,03  | 0      | en stagnation |  |  |  |
|                           | Indépendants (IND)                       | 86     | 0,14  | 0,04  | 0      | en stagnation |  |  |  |
|                           |                                          |        |       |       |        |               |  |  |  |
| Suffrages exprimés        | Suffrages exprimés                       | 60 630 | 99,49 |       |        |               |  |  |  |
| Votes blancs et invalides | Votes blancs et invalides                | 311    | 0,51  |       |        |               |  |  |  |
| Total                     | Total                                    | 60 941 | 100   | –     | 15     | en stagnation |  |  |  |
| Abstentions               | Abstentions                              | 25 717 | 29,68 |       |        |               |  |  |  |
| Inscrits / participation  | Inscrits / participation                 | 86 658 | 70,32 |       |        |               |  |  |  |

## Conséquences

Parti arrivé en tête par circonscription.

Le scrutin est une défaite pour le Nouveau Parti national (NNP) de Keith Mitchell, qui perd la majorité absolue à la Chambre des représentants. De nombreux ministres du gouvernement sortant échouent par ailleurs à se faire réélire dans leur circonscriptions, dont le ministre des affaires étrangères qui perd largement face au dirigeant du Congrès démocratique national (NDC), Dickon Mitchell, dans la circonscription de Saint David.
Si Keith Mitchell est pour sa part confortablement réélu dans sa circonscription de Saint George Nord Ouest, il perd son pari avec la défaite du NNP aux élections anticipées. Fort de la première victoire du NDC depuis 2008, Dickon Mitchell le remplace au poste de Premier ministre,.